# Mus spretus
El ratón moruno (Mus spretus) es una especie de roedor miomorfo de la familia Muridae. Cabrera propuso la existencia en la península ibérica de dos subespecies de ratones de cola corta: Mus spicilegus hispanicus y Mus spicilegus lusitanicus. Posteriormente Schwarz, reunió a todas las formas de cola corta en una misma subespecie Mus musculus spretus, sin embargo, estudios bioquímicos y genéticos en la década de los 80 confirmaron a M. spretus como especie separada.

## Características
Es un múrido de pequeño tamaño, con hocico redondeado, ojos y orejas pequeños. Presenta una coloración dorsal gris castaño, con una franja más oscura desde la cabeza al comienzo de la cola, vientre blanco grisáceo, nítidamente separado del dorso. Se diferencia fácilmente de Mus musculus por su coloración y por la longitud relativa de la cola, siempre bastante menor que el cuerpo.

## Distribución
Habita la zona occidental de la Europa mediterránea y del norte de África: La península ibérica, suroeste de Francia y el Magreb, en Marruecos, Argelia y Túnez y aisladamente en Libia. Su preferencia por el clima mediterráneo hace que esté ausente del norte de España y de gran parte de los Pirineos, ocupa las Islas Baleares.

## Hábitat
Es una especie silvestre que ocupa ambientes típicamente mediterráneos subhúmedos y semiáridos, sus escasos requerimientos hídricos, le permiten ocupar ambientes más áridos e inaccesibles a otros roedores, ocupa espacios abiertos, áreas de matorral, zonas rocosas con vegetación herbácea y cultivos de secano. Nunca es comensal.

## Depredación
Forma parte del régimen alimentario de numerosas especies de depredadores tanto rapaces nocturnas, como diurnas, mamíferos carnívoros y ofidios.